# Каргалинский район (Грозненская область)
Каргали́нский райо́н — административная единица в составе Грозненской области и Чечено-Ингушской АССР. Административный центр — станица Каргалинская.

## История
Район был образован 27 марта 1946 года Указом Президиума Верховного Совета РСФСР, будучи выделенным из состава Шелковского района.
В 1957 году, после восстановления Чечено-Ингушской АССР, район остался в её составе.
26 апреля 1962 года Каргалинский район был упразднён, его территория вновь вошла в состав Шелковского района.

## Административное деление
По данным на 1948 г. район состоял из 5 сельсоветов:
1. Бороздиновский;
2. Дубовской;
3. Курдюковский;
4. Каргалинский;
5. Сарисуйский.

## Население
По данным Всесоюзной переписи 1959 года:
- русские — 9,364 (71,8%)
- чеченцы — 522 (4,0%)
- украинцы — 183 (1,4%)
- армяне — 70 (0,5%)